# أوسكار فيشر
أوسكار فيشر (بالألمانية: Oskar Fischer) (و. 1923  م) هو سياسي، ودبلوماسي من ألمانيا، وألمانيا الشرقية.

## مناصب
تولى منصب وزير الشؤون الخارجية ‏ (3 مارس 1975–12 أبريل 1990)
- عضو في مجلس الشعب ‏
- سفير.

## جوائز
حصل على جوائز منها:
- نيشان كارل ماركس.

## روابط خارجية
- أوسكار فيشر على موقع مونزينجر (الألمانية)